# Yèvres
Yèvres és un municipi francès, situat al departament de l'Eure i Loir i a la regió de Centre – Vall del Loira. L'any 2007 tenia 1.706 habitants.

## Demografia

### Població
El 2007 la població de fet de Yèvres era de 1.706 persones. Hi havia 734 famílies, de les quals 176 eren unipersonals (80 homes vivint sols i 96 dones vivint soles), 303 parelles sense fills, 219 parelles amb fills i 36 famílies monoparentals amb fills.
La població ha evolucionat segons el següent gràfic:
Habitants censats

### Habitatges
El 2007 hi havia 890 habitatges, 743 eren l'habitatge principal de la família, 86 eren segones residències i 60 estaven desocupats. 861 eren cases i 24 eren apartaments. Dels 743 habitatges principals, 605 estaven ocupats pels seus propietaris, 127 estaven llogats i ocupats pels llogaters i 11 estaven cedits a títol gratuït; 59 tenien dues cambres, 178 en tenien tres, 248 en tenien quatre i 257 en tenien cinc o més. 599 habitatges disposaven pel capbaix d'una plaça de pàrquing. A 351 habitatges hi havia un automòbil i a 327 n'hi havia dos o més.

### Piràmide de població
La piràmide de població per edats i sexe el 2009 era:
| Homes | Edats   | Dones |
| ----- | ------- | ----- |
| 0     | 95 o +  | 0     |
| 0     | 90 a 94 | 20    |
| 16    | 85 a 89 | 16    |
| 20    | 80 a 84 | 4     |
| 32    | 75 a 79 | 72    |
| 60    | 70 a 74 | 36    |
| 52    | 65 a 69 | 68    |
| 44    | 60 a 64 | 48    |
| 56    | 55 a 59 | 48    |
| 64    | 50 a 54 | 56    |
| 60    | 45 a 49 | 56    |
| 84    | 40 a 44 | 84    |
| 56    | 35 a 39 | 64    |
| 56    | 30 a 34 | 36    |
| 32    | 25 a 29 | 28    |
| 12    | 20 a 24 | 40    |
| 80    | 15 a 19 | 40    |
| 52    | 10 a 14 | 52    |
| 36    | 5 a 9   | 64    |
| 36    | 0 a 4   | 32    |

## Economia
El 2007 la població en edat de treballar era de 1.030 persones, 774 eren actives i 256 eren inactives. De les 774 persones actives 716 estaven ocupades (386 homes i 330 dones) i 58 estaven aturades (25 homes i 33 dones). De les 256 persones inactives 126 estaven jubilades, 69 estaven estudiant i 61 estaven classificades com a «altres inactius».

### Ingressos
El 2009 a Yèvres hi havia 763 unitats fiscals que integraven 1.736 persones, la mediana anual d'ingressos fiscals per persona era de 17.902 €.

### Activitats econòmiques
Dels 48 establiments que hi havia el 2007, 2 eren d'empreses alimentàries, 3 d'empreses de fabricació d'altres productes industrials, 13 d'empreses de construcció, 12 d'empreses de comerç i reparació d'automòbils, 2 d'empreses de transport, 3 d'empreses financeres, 1 d'una empresa immobiliària, 5 d'empreses de serveis, 3 d'entitats de l'administració pública i 4 d'empreses classificades com a «altres activitats de serveis».
Dels 18 establiments de servei als particulars que hi havia el 2009, 1 era un taller de reparació d'automòbils i de material agrícola, 1 taller d'inspecció tècnica de vehicles, 1 paleta, 5 fusteries, 5 lampisteries, 1 electricista, 3 perruqueries i 1 restaurant.
Dels 5 establiments comercials que hi havia el 2009, 1 era una gran superfície de material de bricolatge, 1 una botiga de més de 120 m², 1 una botiga de menys de 120 m², 1 una botiga de mobles i 1 una botiga de material de revestiment de parets i terra.
L'any 2000 a Yèvres hi havia 67 explotacions agrícoles que ocupaven un total de 3.710 hectàrees.

## Equipaments sanitaris i escolars
L'únic equipament sanitari que hi havia el 2009 era una farmàcia.
El 2009 hi havia una escola elemental.

## Poblacions més properes
El següent diagrama mostra les poblacions més properes.